# فدیر کریچفسکی
فدیر کریچفسکی (اوکراینی: Федір Кричевський؛ ۲۲ مهٔ ۱۸۷۹ – ۳۰ ژوئیهٔ ۱۹۴۷) نقاش، و استاد دانشگاه اهل امپراتوری روسیه بود.